# Lewiston (Idaho)
Lewiston è una città degli Stati Uniti, capoluogo della contea di Nez Perce, nello Stato dell'Idaho. Conta più di 34 896 abitanti.
Lewiston sorge alla confluenza dei fiumi Snake e Clearwater, al confine con lo Stato di Washington. Forma un'unica area metropolitana con Clarkston, che appunto si trova al di là del confine.
Lewiston possiede il porto situato più all'interno di tutto l'ovest degli Stati Uniti.